# Marcin Marciniec

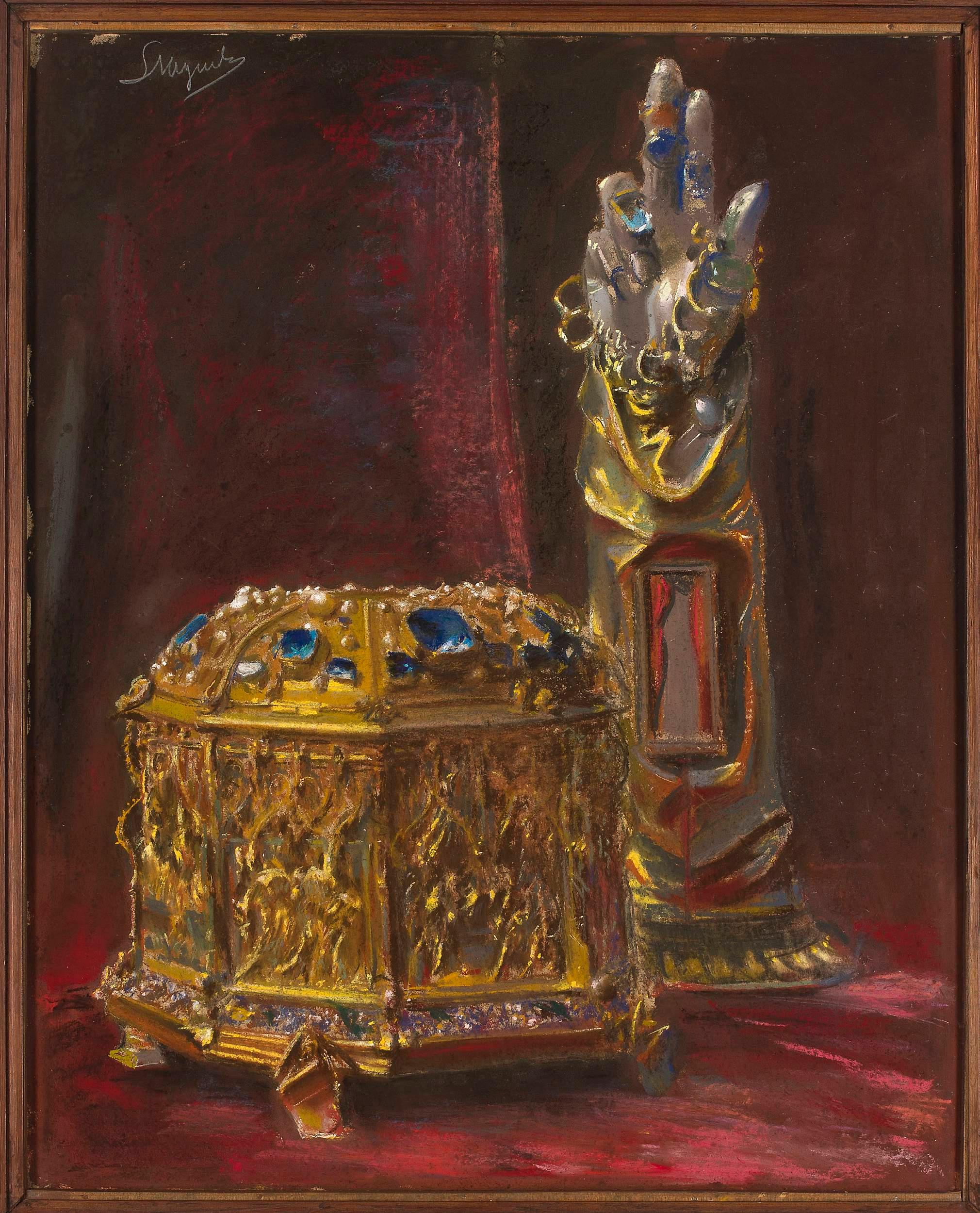
Reliquiar für den heiligen Stanisław (links), Gemälde von 1907

Marcin Marciniec (historisch Martinus Marczinecz, auch Martin der Jüngere; †  23. März 1518 in Krakau, Königreich Polen) war der bedeutendste Goldschmied der Spätgotik in Polen.

## Leben
Er stammte aus einer Goldschmiedefamilie, die seit Anfang des 15. Jahrhunderts in Krakau nachweisbar ist. Der Vater hieß ebenfalls Martin. 1497 hatte Martin d. J. bereits eine Werkstatt mit 20 Mitarbeitern. 1490, 1499 und 1509 war er Leiter der Goldschmiedegilde in Krakau.  Seit 1501 arbeitete er auch für Sigismund, den späteren polnischen König. 1509 wurde Martin Mitglied des Stadtrates und blieb dies bis zu seinem Tod. 1509 und 1513 war er erster Bürgermeister.
Ein Testament von 1517 ist erhalten. Am 23. (oder 27.?) März 1518 starb er in Krakau.
Martin war mit Elisabeth verheiratet. Sein Sohn wurde ebenfalls Goldschmied.

## Werke (Auswahl)
Martin der Goldschmied (Martinus aurifaber) schuf zahlreiche Stücke aus Gold und Silber, sowohl für weltliche Auftraggeber, als auch fùr Kirchen. Einige sind erhalten, manche können zugeschrieben werden.
- Kardinalszepter der Akademie Krakau, um 1495, im Museum der Universität
- Reliquiar für den Kopf des heiligen Stanisław, 1504, mit Inschrift Martinus Marczinecz, im Domschatz der Kathedrale Krakau[1][2]
- Reliquiar im Gnesener Dom (Zuschreibung)
- Kelch in der Pfarrkirche Wieliczka (Zuschreibung)